# Кочетов, Евгений Гаврилович
 Евгений Гаврилович Кочетов (27 августа 1929, Сыченки, Нижегородская область — 25 сентября 2007, Кстово, Нижегородская область) — бригадир комплексной бригады строительно-монтажного управления № 1 треста № 5 «Нефтезаводстрой» Горьковской (ныне Нижегородской) области. Герой Социалистического Труда (23.07.1951).

## Биография
Родился 27 августа 1929 года в селе Сыченки Гагинского района Горьковской (ныне Нижегородской) области в крестьянской семье.
Трудовую деятельность начал в годы войны в 1945 году рабочим-строителем в колхозе «Сыченки», одновременно учился в вечерней школе, 7-й класс которой окончил только в 1971 году.
В 1955 году Е. Г. Кочетов был принят в ряды КПСС и приехал в город Кстово Горьковской (ныне Нижегородской) области на строительство Новогорьковского нефтеперерабатывающего завода. В 1957 году возглавил бригаду строителей Кстовского СМУ треста № 5.
Указом Президиума Верховного Совета СССР от 11 августа 1966 года за выдающиеся успехи, достигнутые в выполнении заданий семилетнего плана по капитальному строительству Кочетову Евгению Гавриловичу присвоено звание Героя Социалистического Труда с вручением ордена Ленина и золотой медали «Серп и Молот».
С 1967 года являлся членом бюро Кстовского горкома партии.
В 1978—1979 годах работал мастером производственного обучения в ГПТУ № 36, а позже вновь возглавил комплексную бригаду СМУ ДСК № 2 в городе Кстово.
Скончался 15 сентября 2007 года. Похоронен в городе Кстово Нижегородской области похоронен на Магистральном кладбище..
Награждён орденом Ленина (11.08.1966), медалями.

## Награды
- Золотая медаль «Серп и Молот» (11.08.1966;
- орден Ленина (11.08.1966)
- Медаль «В ознаменование 100-летия со дня рождения Владимира Ильича Ленина» (1970)
- Медаль «За трудовую доблесть»
- Медалями ВДНХ СССР
- и другими
- Отмечен дипломами и почётными грамотами.

## Память
- На могиле установлен надгробный памятник.